# Кинсон, Франсуа Жозеф
Франсуа Жозеф Кинсон (фр. François-Joseph Kinson; 28 февраля 1771[…] или 28 февраля 1770, Брюгге — 18 октября 1839[…], Брюгге) — франко-бельгийский художник-портретист наполеоновской эпохи.

## Биография
Родился в 1770 году в Брюгге, Австрийские Нидерланды. Получил образование живописца в Академии художеств города Брюгге, после чего некоторое время работал в Генте и Брюсселе. В 1790-х годах переехал в Париж, где в 1799 году выставлял свои работы на Парижском салоне.
Своими способностями Кинсон привлёк к себе внимание младшего брата Наполеона, Жерома Бонапарта. Когда Жером стал королём Вестфалии, Кинсон последовал за ним в столицу — Кассель, в качестве придворного живописца.
В 1813 году Жером был вынужден бежать из Касселя перед наступающими русскими войсками. В его свите в Париже вернулся и Кинсон. Здесь он портретировал, в частности, офицеров русской армии после взятия ими Парижа. 
В дальнейшем Кинсон продолжал в Париже карьеру портретиста. Помимо портретов, изредка писал также мифологические сцены. 
Скончался Кинсон в 1839 году в Брюгге, куда приехал навестить своих сестёр.

## Галерея

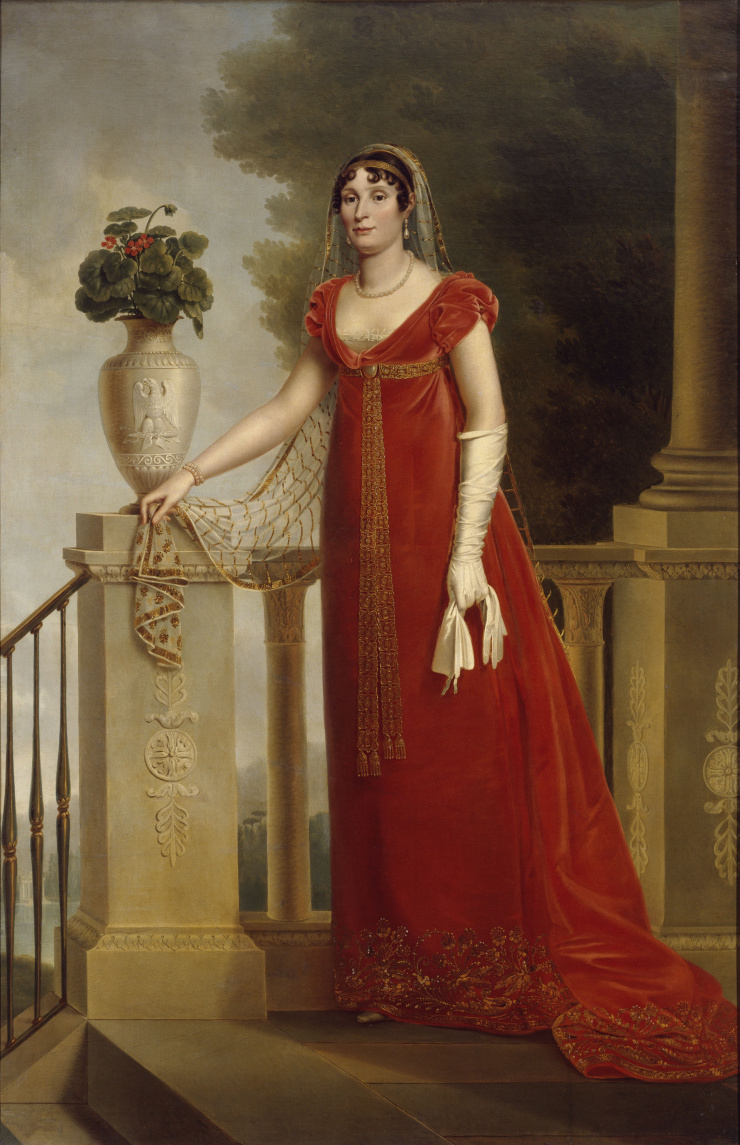
Элиза Бонапарт; Музей-замок Фонтенбло.
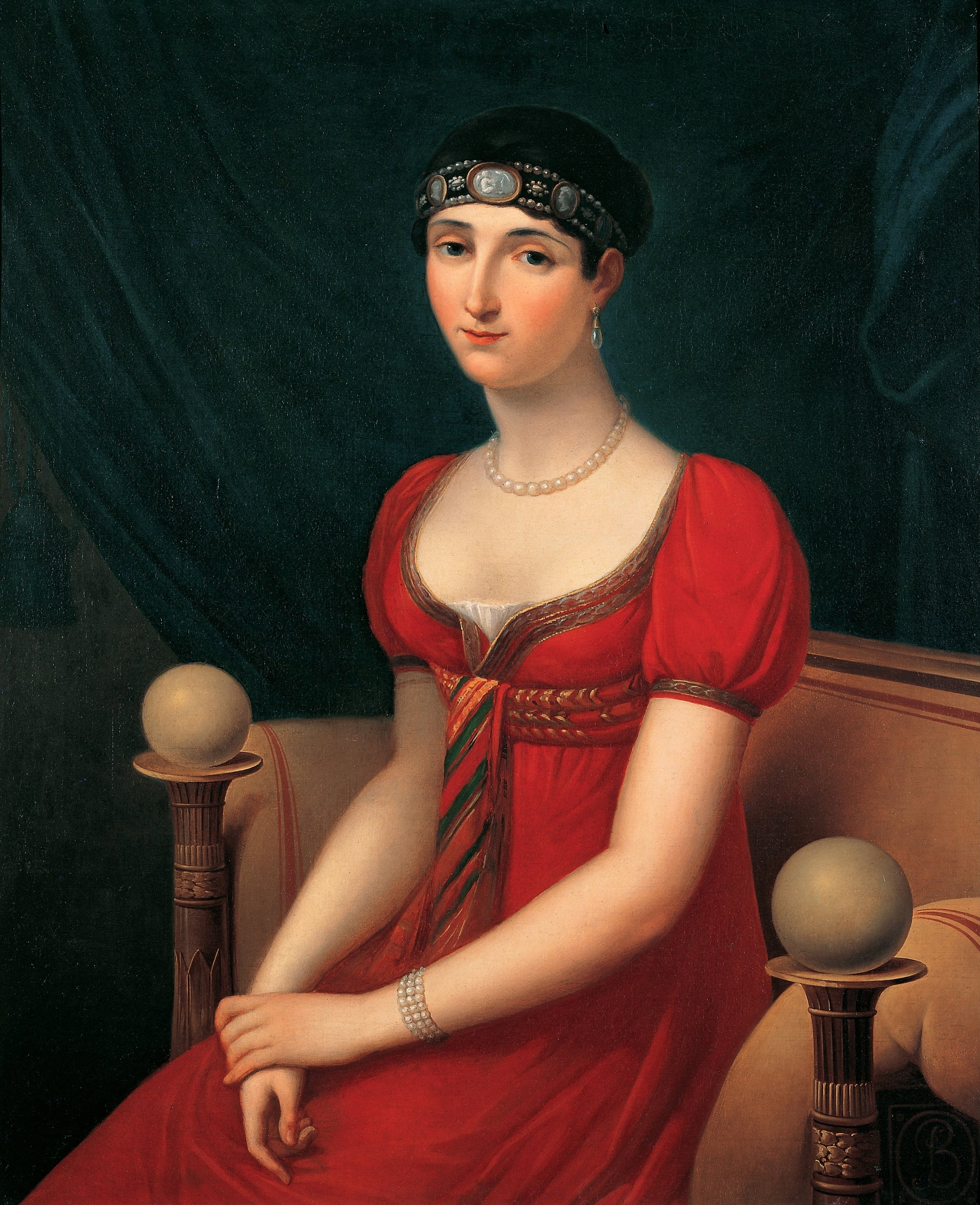
Полина Бонапарт, 1808, Музей Наполеона (Рим)
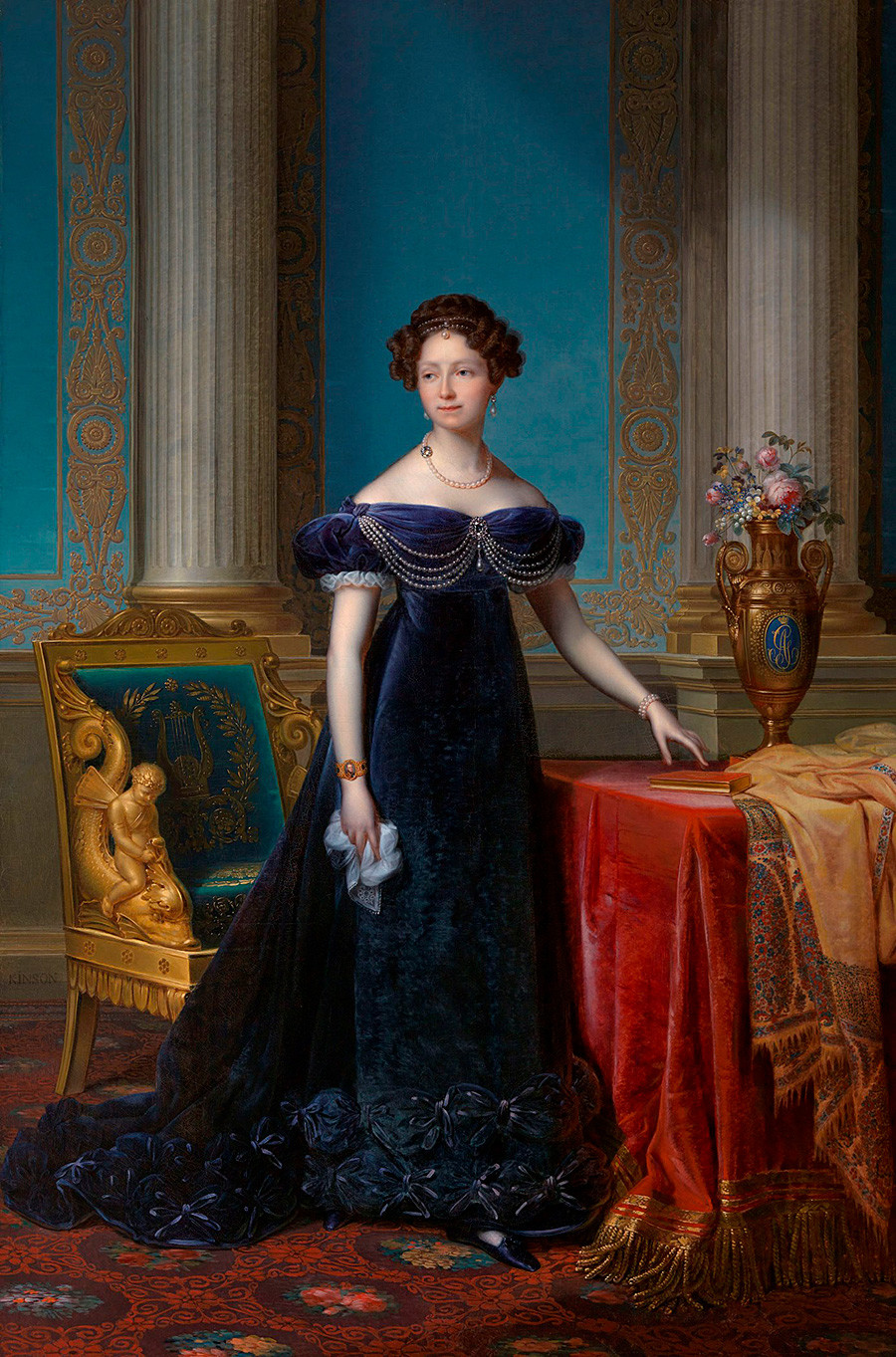
Великая княгиня Анна Павловна, в браке — королева Нидерландов
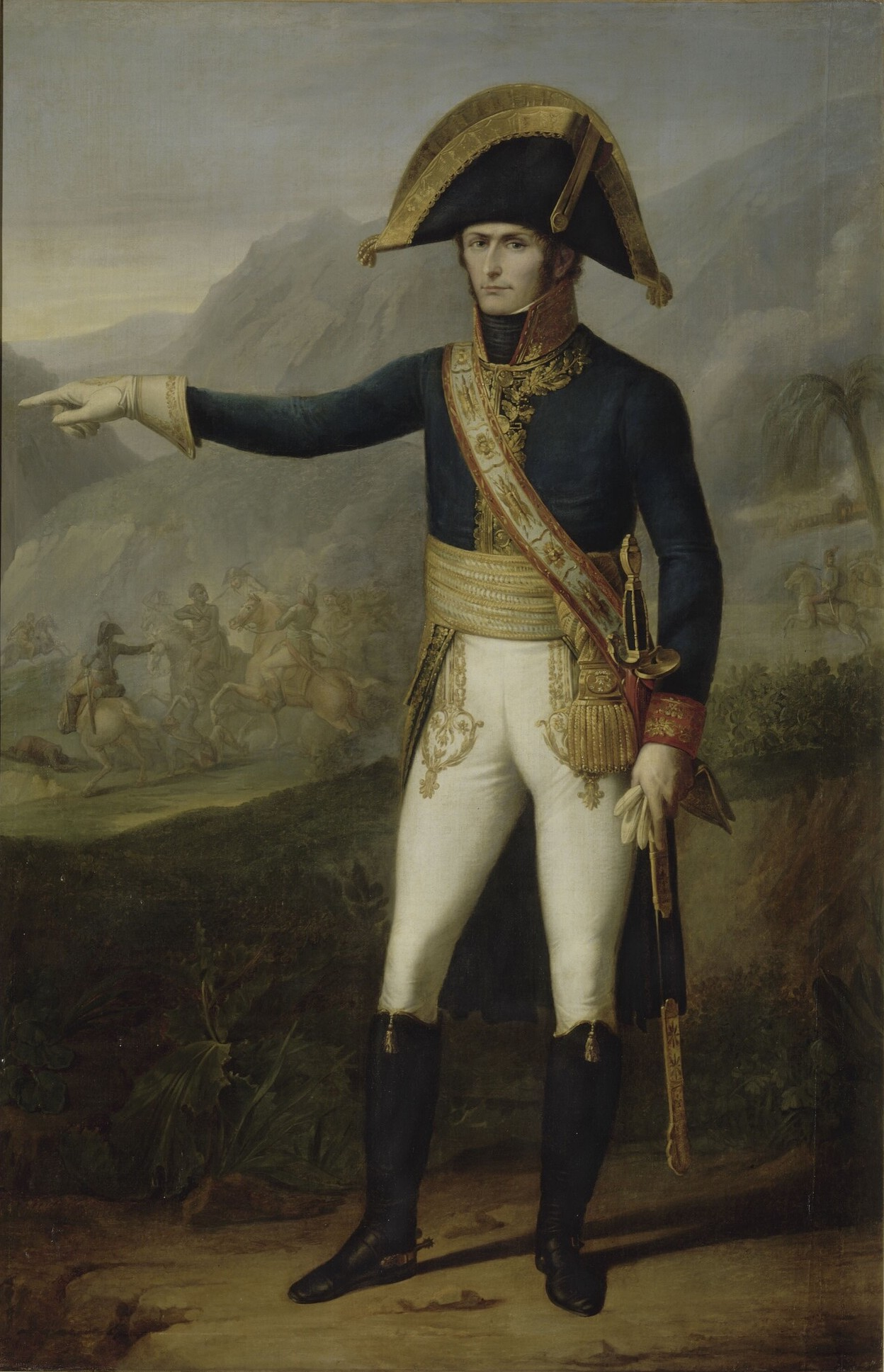
Генерал Шарль Леклерк, Версаль
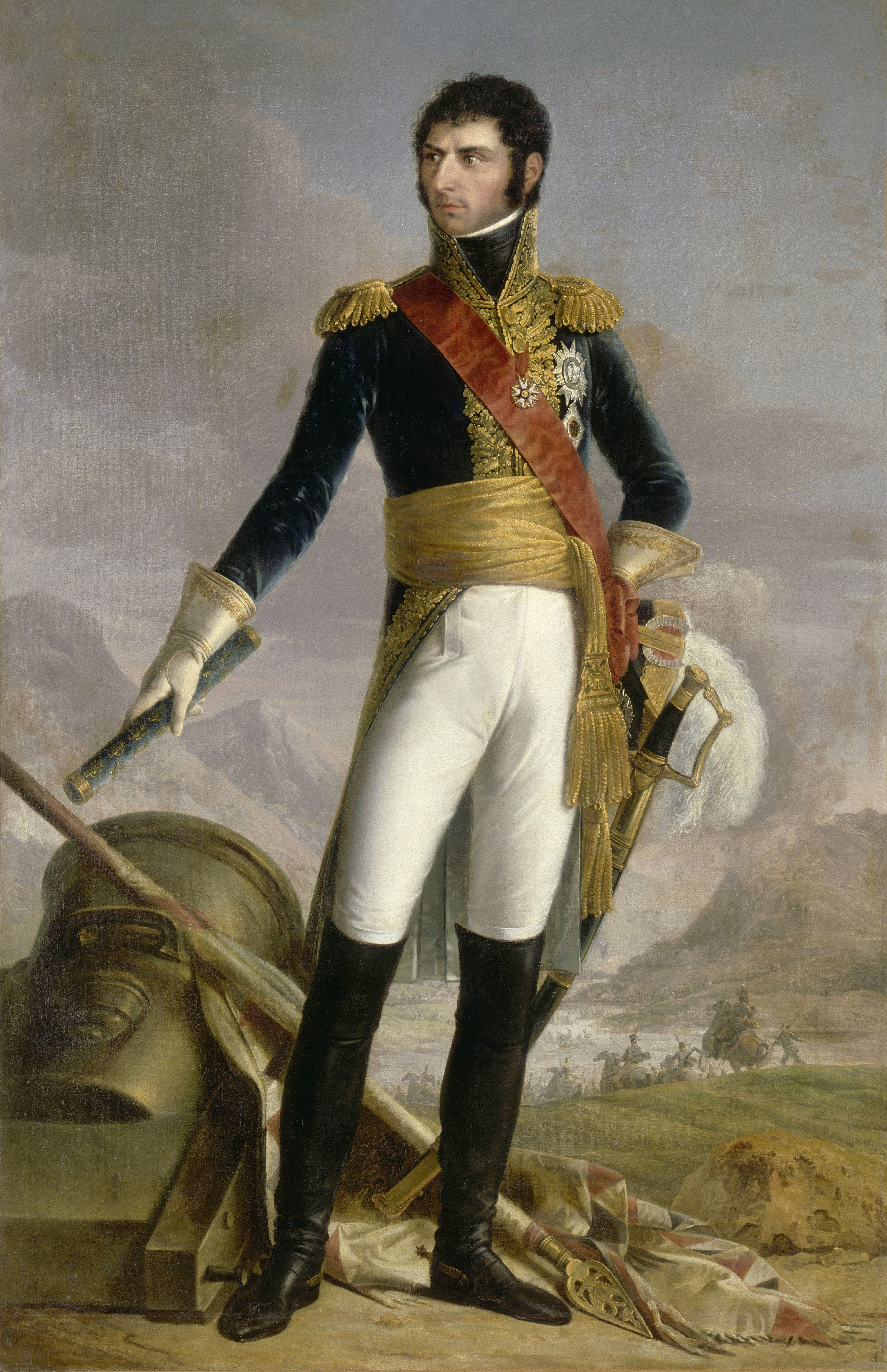
Маршал Бернадот, 1852 (копия с оригинала Кинсона), Версаль
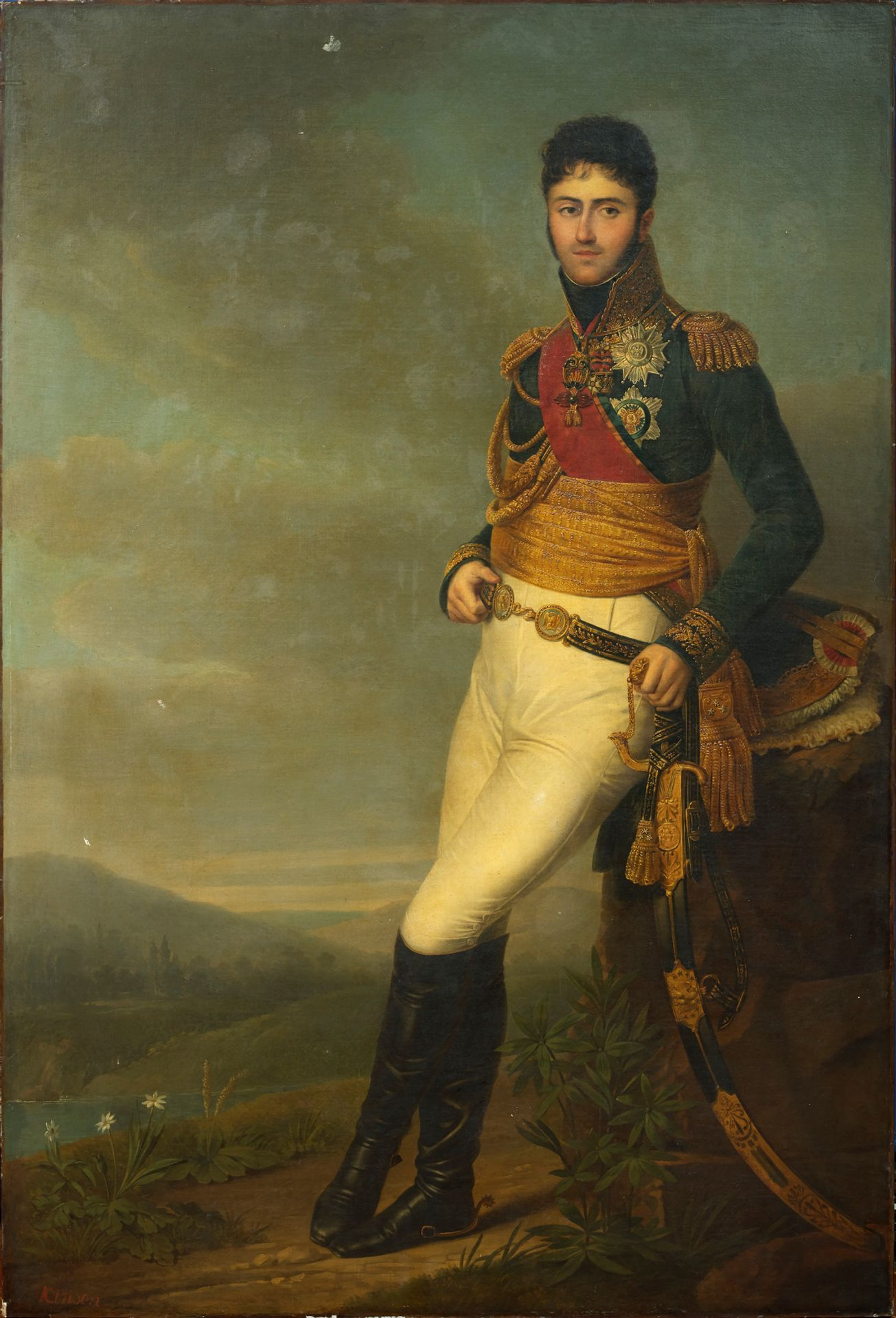
Камилло Боргезе, 1808
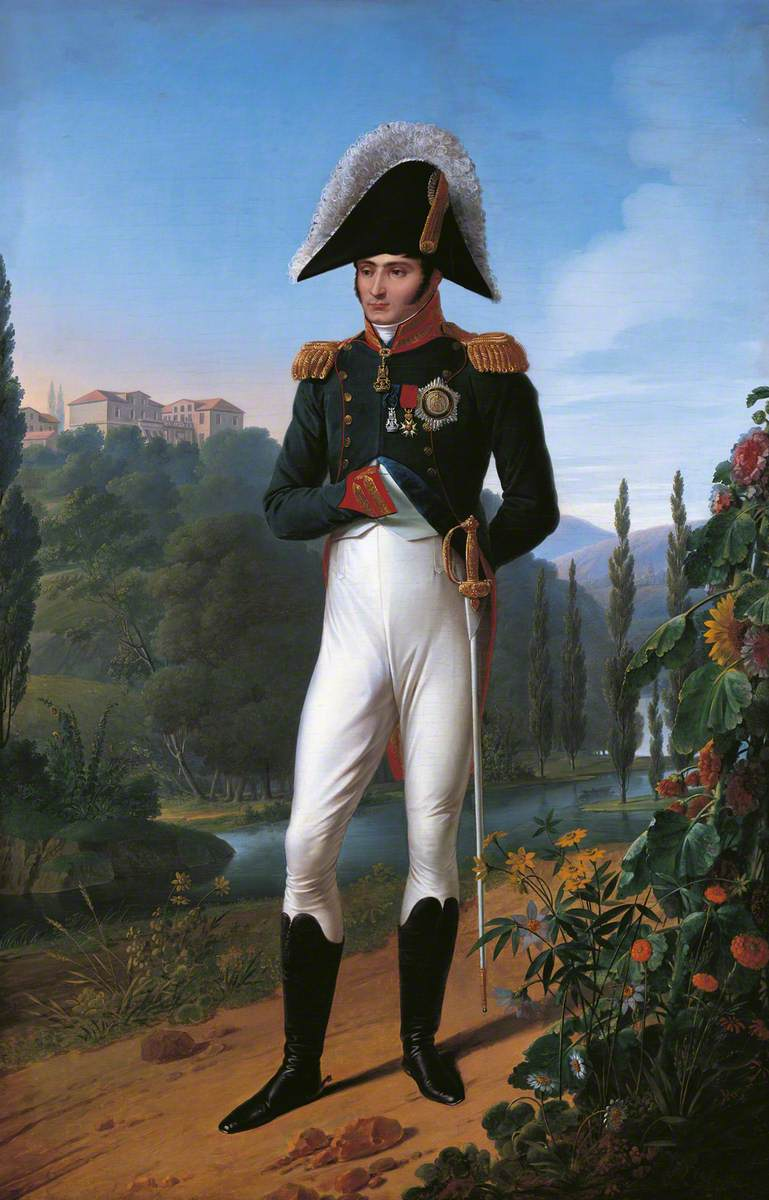
Жером Бонапарт, ок. 1810, музей Боуз, графство Дарем, Великобритания
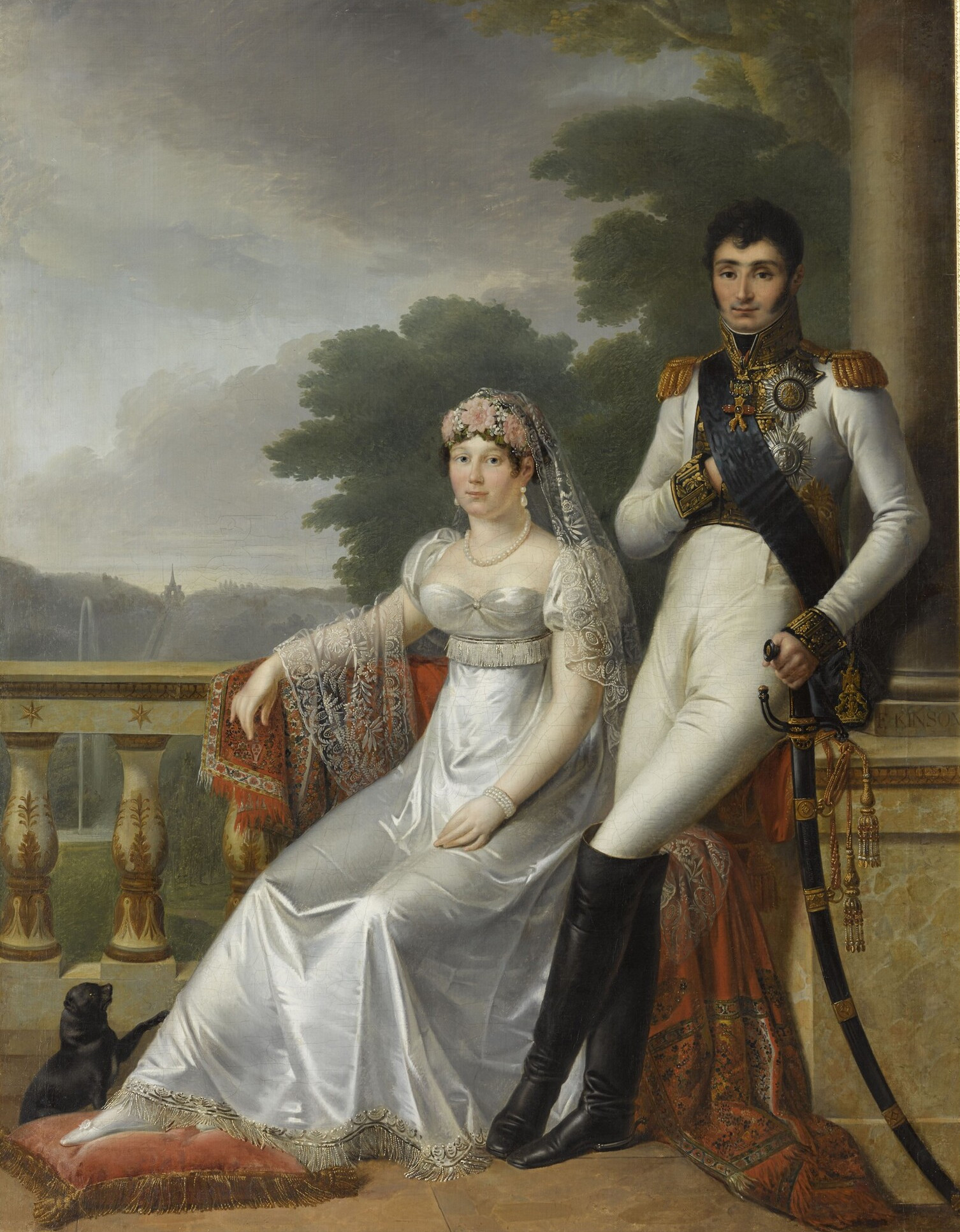
Жером Бонапарт с супругой, Екатериной Вюртембергской
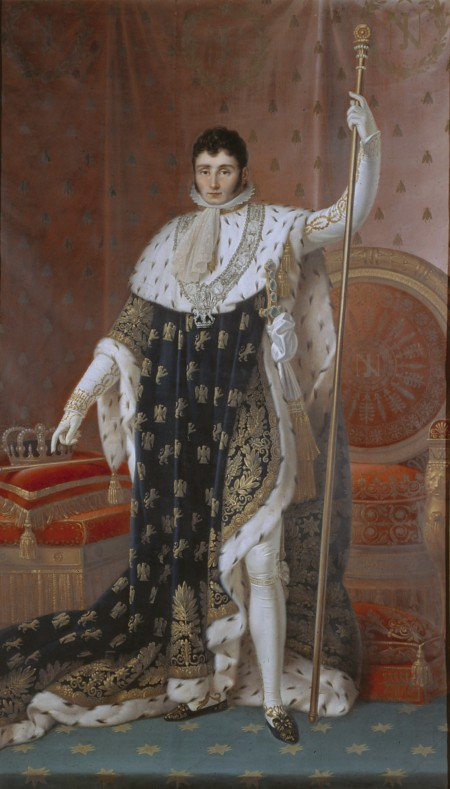
Жером Бонапарт в парадном королевском облачении, Пале-Рояль
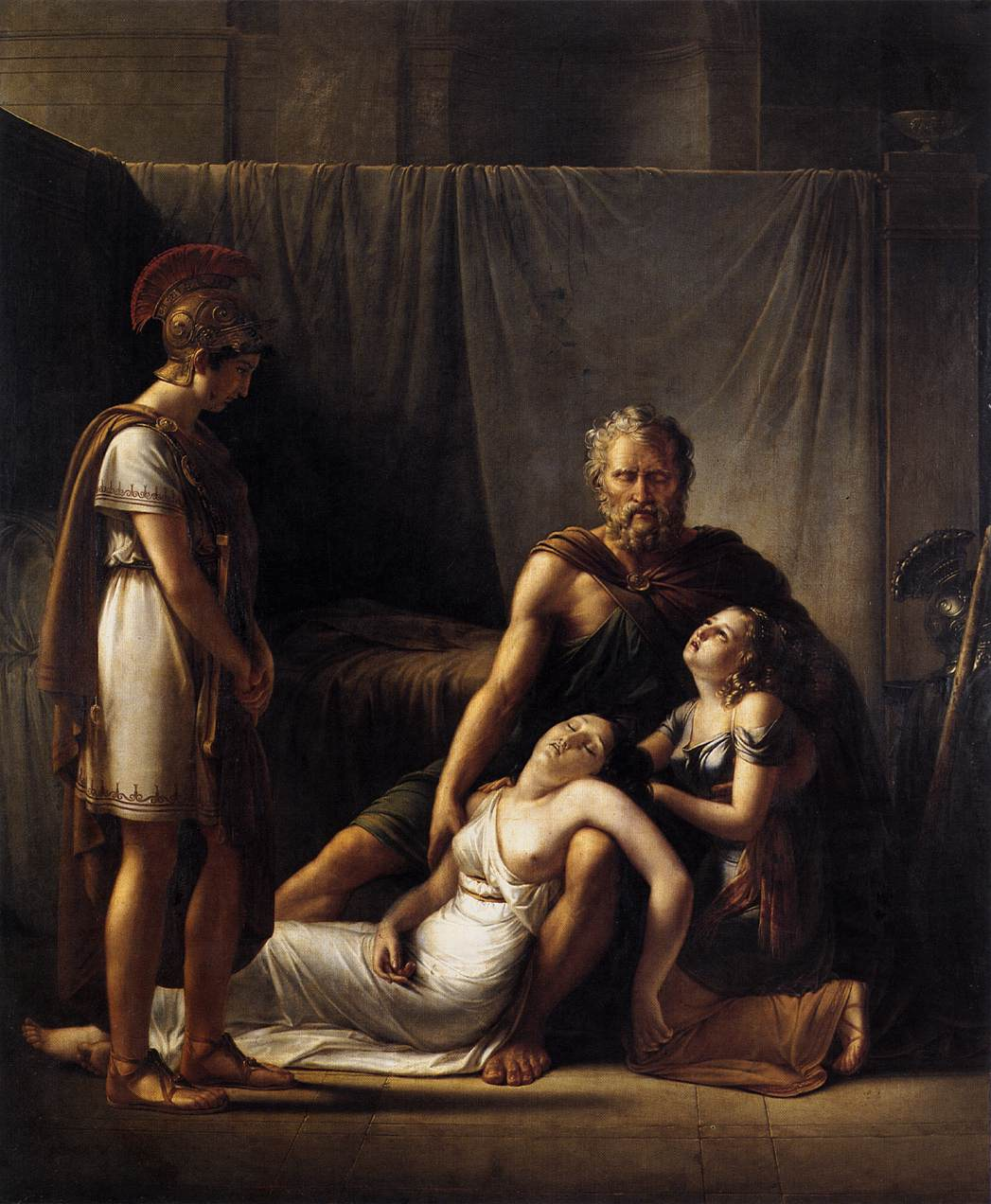
Кончина жены Велизария, Музей Грунинге, Брюгге
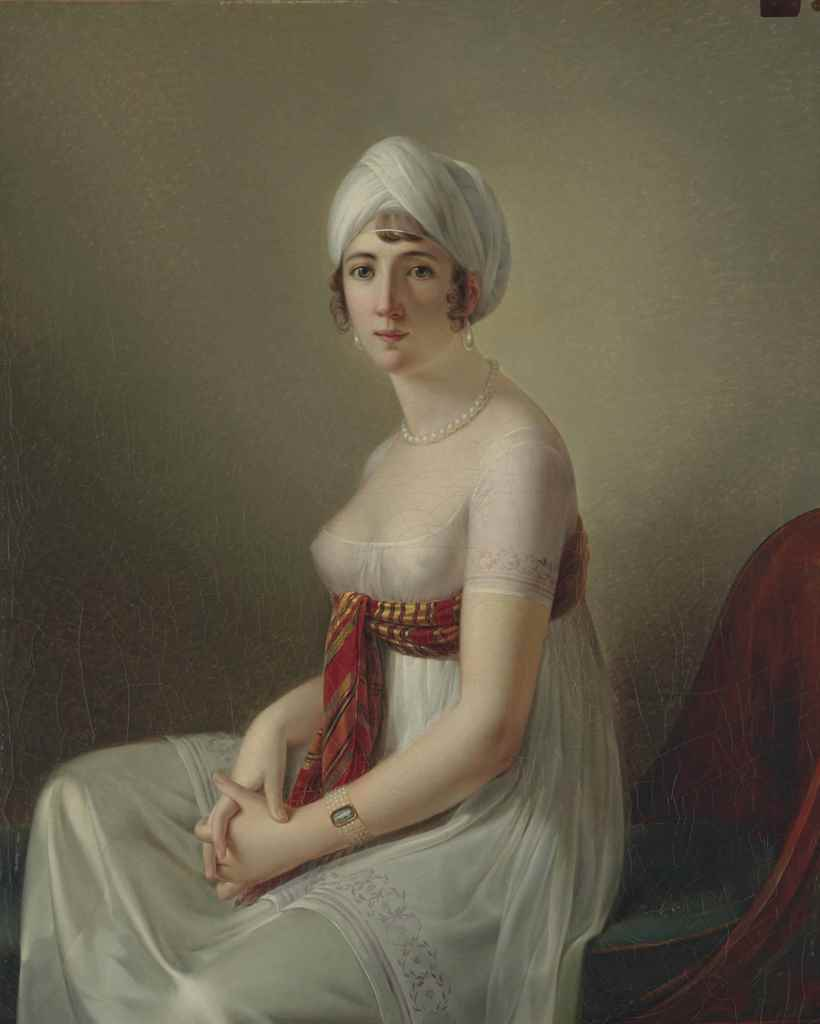
Портрет супруги художника, Августины Софи Лепренс, ок. 1802, Christie's (продажа 2015 года), частное собрание
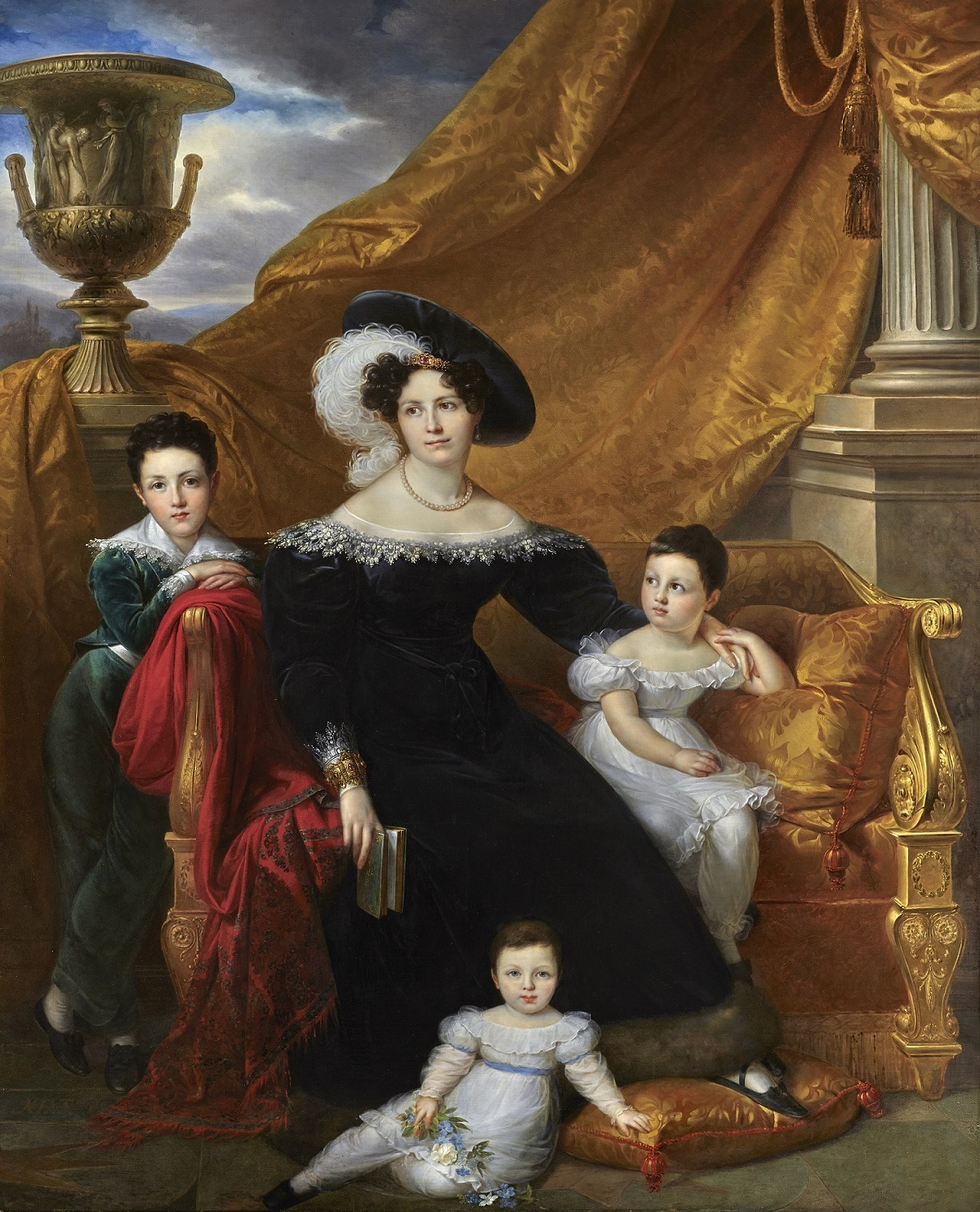
Портрет Селины Шаго де Фей, маркизы Амело де Шайю и ее детей, 1827
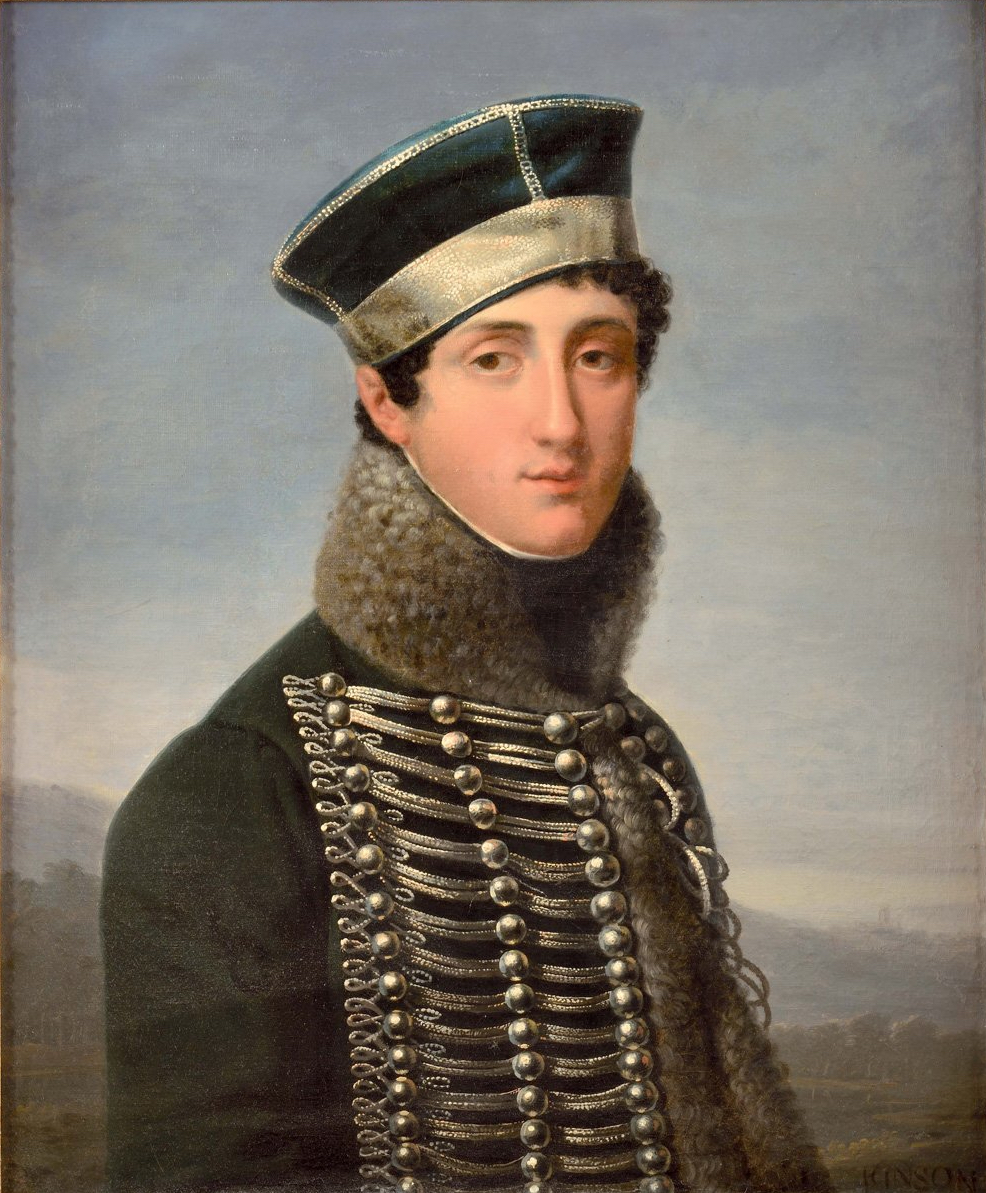
Портрет Антуана Амело де Шайю, су-лейтенанта 10-го полка конных егерей
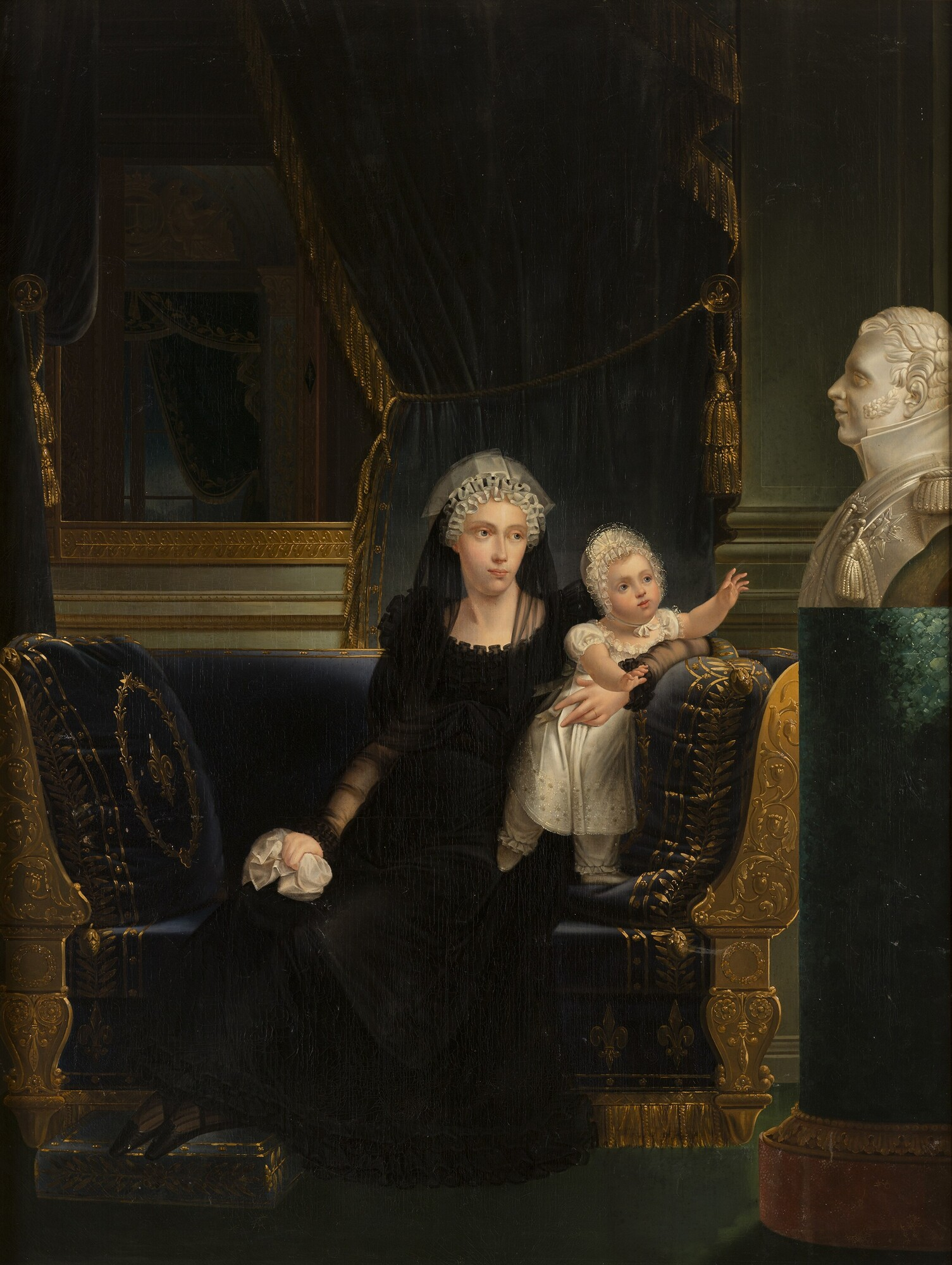
Мария-Каролина Неаполитанская, вдовствующая герцогиня Беррийская с дочерью Луизой-Марией-Терезой и бюстом супруга, 1820, Версаль
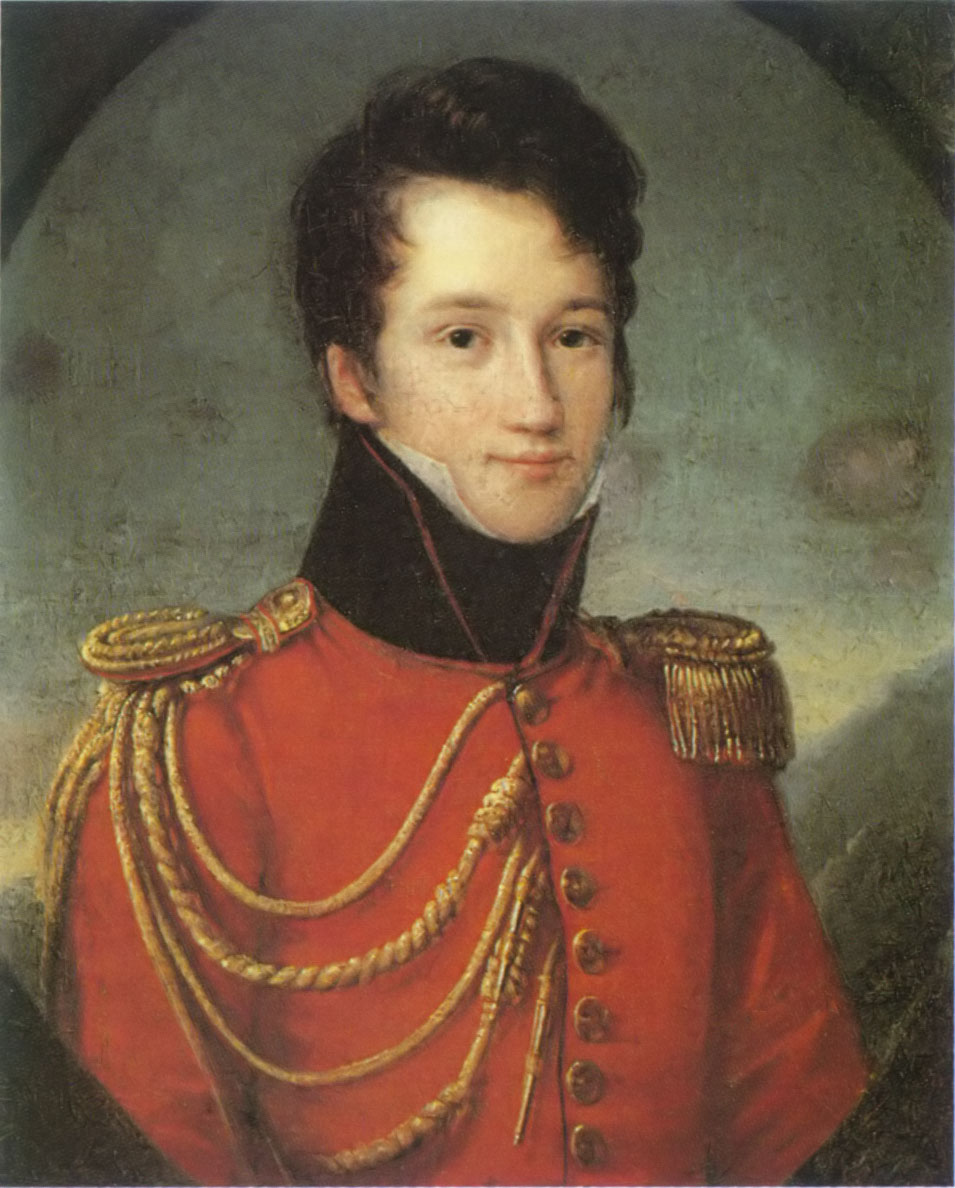
Альфред де Виньи (автор романа «Сен-Мар»), около 1817, музей Карнавале, Париж
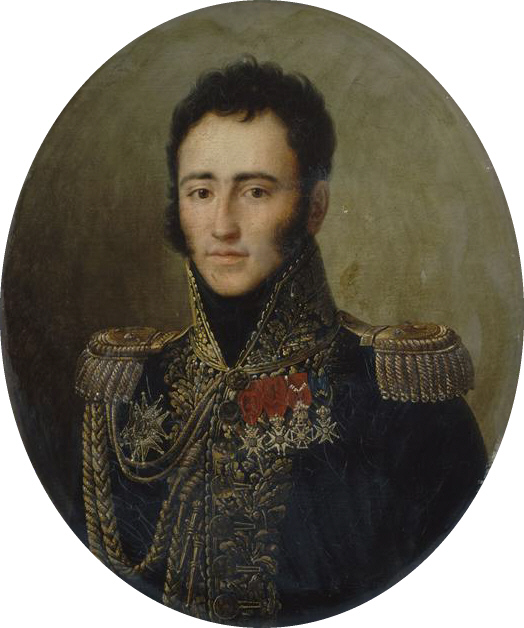
Генерал Эдмон де Талейран-Перигор. После 1815, Версаль
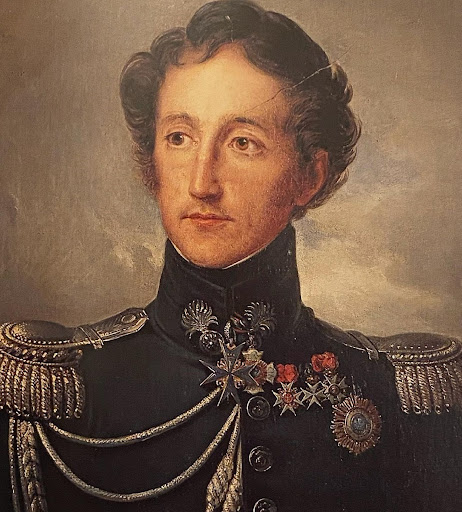
Генерал Огюст де Ларошжаклен, после 1814
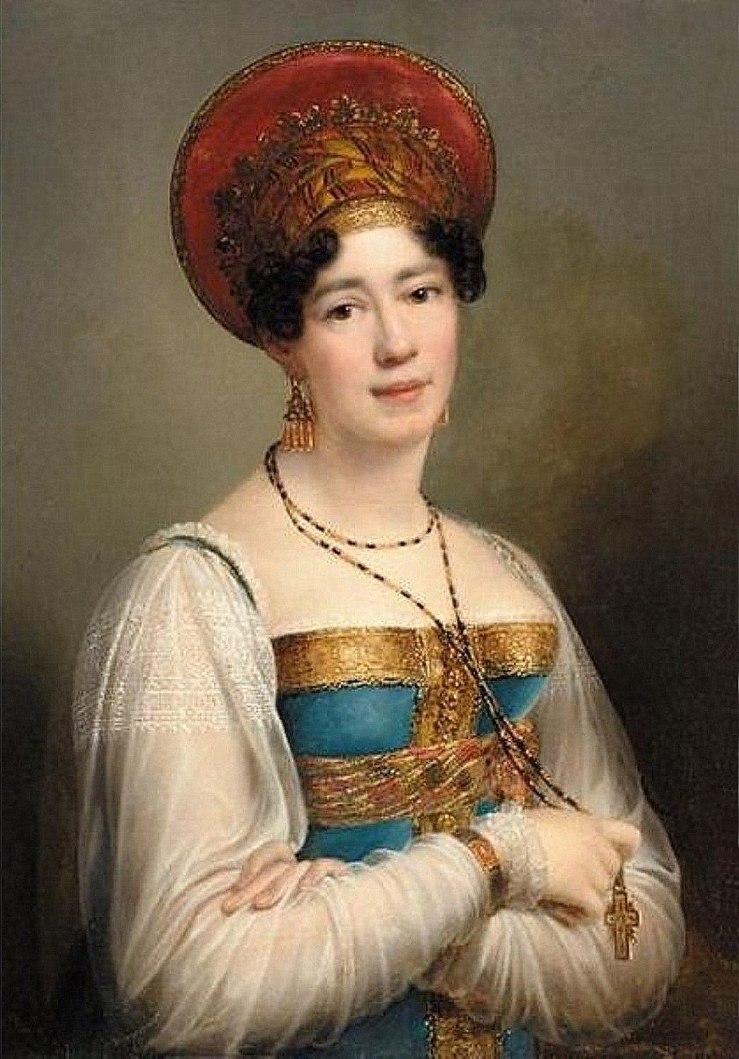
Софья Петровна Свечина (или Мадемуазель Марс), 1816
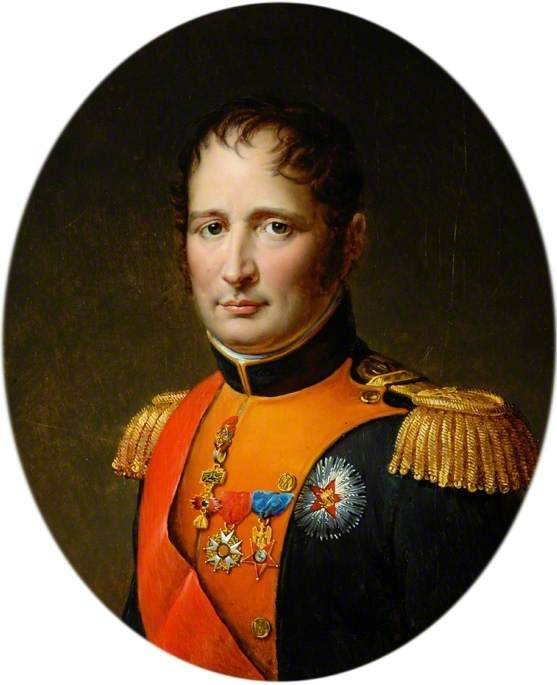
Жозеф Бонапарт, музей Боуз, графство Дарем, Великобритания